# Gordon Schildenfeld
Gordon Schildenfeld (Šibenik, 18 maart 1985) is een Kroatisch voetballer, die speelt voor GNK Dinamo Zagreb. Daarnaast speelt Schildenfeld ook voor Kroatië. Schildenfeld is van Oostenrijkse afkomst.

## Clubcarrière

### HNK Šibenik
Schildenfeld begon met voetballen bij zijn thuisclub HNK Šibenik. Onder de toenmalige hoofdtrainer Stanko Mršić debuteerde Schildenfeld voor HNK Šibenik op 16-jarige leeftijd tegen NK Kamen Ingrad. In het 2005/06 seizoen hielp Schildenfeld HNK Šibenik om te promoveren naar de Prva HNL.

### GNK Dinamo Zagreb
Halverwege zijn eerste seizoen in de Prva HNL, werden de Kroatische topclubs GNK Dinamo Zagreb en HNK Hajduk Split geïnteresseerd in het kopen van Schildenfeld en zijn ploeggenoot Ante Rukavina. In het begin leek het alsof HNK Hajduk Split beide voetballers zou aannemen, maar op 2 januari 2007 tekende Schildenfeld toch een contract met GNK Dinamo Zagreb, terwijl Rukavina naar aartsrivaal HNK Hajduk Split vertrok. Ondanks zijn geringe ervaring met de nieuwe divisie werd Schildenfeld toch snel een basisspeler bij GNK Dinamo Zagreb en hielp de club met het behalen de Prba HNL en de Kroatische voetbalbeker, waarin hij een belangrijke goal scoorde tegen NK Slaven Belupo in de tweede helft van de bekerfinale.
In de eerste helft van het 2007/08 was Schildenfeld ook weer een basisspeler bij GNK Dinamo Zagreb's UEFA Champions League en UEFA Europa League wedstrijden en verscheen in 5 Champions League wedstrijden en 4 Europa League wedstrijden. In de 2-1 verloren Europa League wedstrijd tegen het Noorse SK Brann werd Schildenfeld het veld uitgestuurd en veroorzaakte hij een penalty. Hij miste de laatste twee wedstrijden tegen Hamburger SV en Stade Rennais, vanwege de rode kaart.

### Beşiktaş JK
Hoewel de Kroaat aanvankelijk was ingesteld om bij GNK Dinamo Zagreb te blijven, zette Schildenfeld toch zijn carrière voort bij de Turkse voetbalclub Beşiktaş JK op 1 februari 2008. Eigenlijk werd Schildenfelds teamgenoot Dino Drpić eerst benadert door Beşiktaş JK, maar door Drpić's gedrag tijdens de wedstrijd tussen GNK Dinamo Zagreb en HNK Hajduk Split ging Beşiktaş JK toch voor Schildenfeld.
Schildenfeld maakte zijn debuut voor Beşiktaş JK op 9 februari 2008 als wissel in de 2-0 verloren wedstrijd tegen Kayserispor. Hij speelde zijn eerste 90 minuten wedstrijd voor Beşiktaş JK tegen Ankaraspor, waar de ploeg van Schildenfeld won.
Na zijn eerste twee wedstrijden bij Beşiktaş JK verloor Schifo het zicht op één oog en na lange artselijke controles en medicijnen kwam zijn zicht langzaam terug. Ook zijn relatie met zijn club verslechterde, nadat de hoofdtrainer meldde dat hij Schildenfeld vanwege zijn oogbeschadiging zou verhuren. In een interview met de Kroatische krant Sportske Novosti kondigde Schildenfeld aan dat hij een aanklacht heeft ingediend bij de FIFA wegens het niet uitbetalen van zijn salaris en dat Beşiktaş JK uitgesloten kan worden van Europese voetbaltoernooien als de club niet betaalt. Ook zei hij dat de directeur van de club, Sinan Engin, hem niet toeliet om te spelen in tegenstelling tot de hoofdtrainer van de club. Tevens maakte de verdediger bekend dat hij volledig fit is en in staat is om te spelen.

### MSV Duisburg
Op 2 september 2008 tekende Schildenfeld tot de zomer bij de Duitse club MSV Duisburg op verhuur van Beşiktaş JK. Tegen SpVgg Greuther Fürth debuteerde Schildenfeld op 16 november 2008 als wissel voor Olcay Şahan. Na zeven minuten in het spel veroorzaakte Schildenfeld een penalty voor de tegenstander en hiermee won SpVgg Greuther Fürth alsnog met 4-3. Hierna speelde Schildenfeld nog drie wedstrijden voor MSV Duisburg tegen Rot-Weiß Oberhausen (3-0) winst, SV Weehen Wiesbaden (2-1 winst) en tegen Rot Weiss Ahlen (0-0 gelijkspel).

### SK Sturm Graz
In juli 2009 verhuurde Beşiktaş JK Schildenfeld weer en dit keer aan SK Sturm Graz, nadat zijn contract afliep bij MSV Duisburg. Hij debuteerde voor SK Sturm Graz op 26 juli 2009 tegen FC Magna Wiener Neustadt in de 3-0 gewonnen wedstrijd als wissel in de 89e minuut voor Ferdinand Feldhofer. Later in het seizoen werd de Kroaat een basisspeler bij SK Sturm Graz en speelde in totaal 34 seizoenswedstrijden en scoorde één goal tegen Kapfenberger SV in de openingsfase (3-0 winst).
Tijdens zijn eerste seizoen bij SK Sturm Graz speelde Schildenfeld ook tien wedstrijden in de Europa League en hij was ook basisspeler in de "race" om de Oostenrijkse voetbalbeker, waar hij zes wedstrijden meespeelde. De 1-0 gewonnen finale om de Oostenrijkse voetbalbeker op 16 mei 2010 speelde Schildenfeld de volle 90 minuten.

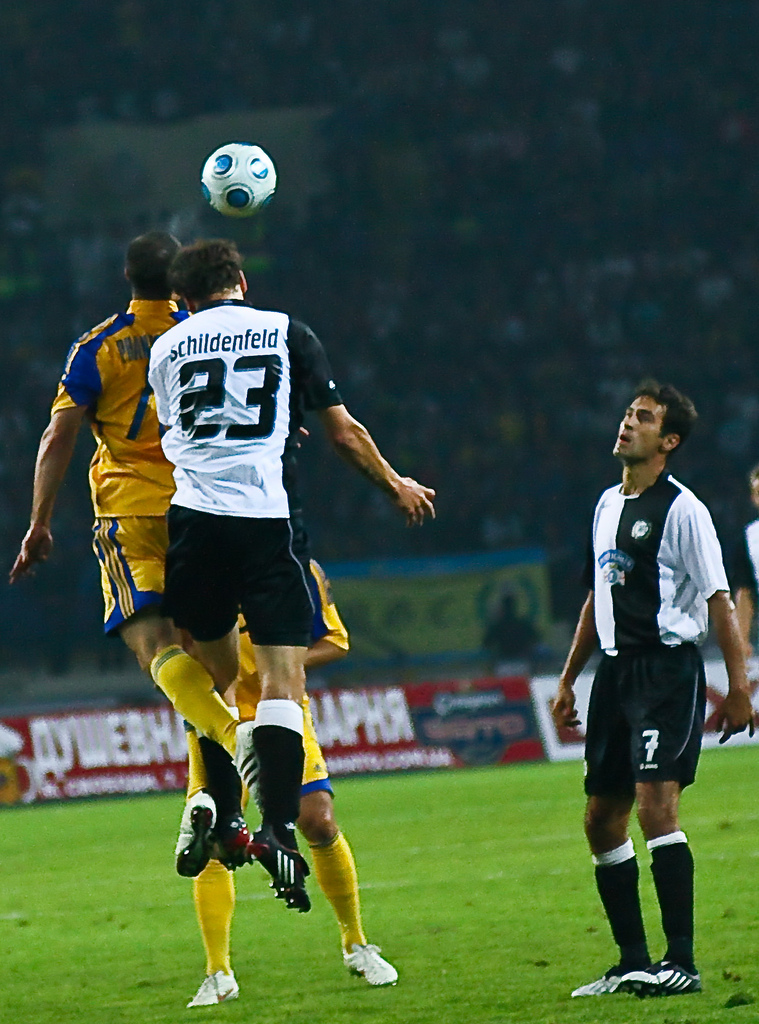
Schildenfeld in een duel met Vakhtang Pantskhava in de wedstrijd tegen Metalist Charkov.

Op 8 juni 2010 tekende Schildenfeld een 3-jarig contract met SK Sturm Graz, die zijn contract met Beşiktaş JK afkocht. Schildenfelds eerste wedstrijd als "definitieve" speler van SK Sturm Graz was op op 17 juli 2010 tegen SV Ried, wat eindigde in 3-0 in het voordeel van SK Sturm Graz. Ruim een maand later maakte Schildenfeld tegengoal tegen Juventus. Tien dagen later maakte Schildenfeld de derde goal in de 4-2 wedstrijd tegen FC Magna Wiener Neustadt. Op 19 maart 2011 maakte Schildenfeld een eigen doelpunt tegen FC Wacker Innsbruck, waardoor FC Wacker Innsbruck er met de zege vandoor ging. Samen met SK Sturm Graz won Schildenfeld als aanvoerder van de ploeg de Bundesliga. SK Sturm Graz stond samen in de laatste wedstrijd met FC Wacker Innsbruck op 25 mei 2011 en Schildenfeld nam met zijn ploeg een "revanche" met een winst van 2-1. Na de wedstrijd complimenteerde zijn ex-teamgenoot Georg Koch hem met de woorden: Schildenfeld is zeer krachtig, hij is een echt "wapen" in de lucht en hij is 100% een professional. Schildenfeld speelde alle 36 wedstrijden van SK Sturm Graz mee in de Bundesliga 2010/11.

### Eintracht Frankfurt
Op 5 juli 2011 bracht Eintracht Frankfurt een bod op Schildenfeld uit, maar SK Sturm Graz sloeg dit bod af. Twee dagen werd Schildenfeld alsnog "overgedragen" aan de Duitse tweedeklasser voor een miljoen euro. Schildenfeld maakte zijn debuut voor Eintracht Frankfurt op 15 juli 2011 in de met 3-1 gewonnen wedstrijd tegen SpVgg Greuther Fürth en speelde meteen 90 minuten lang. In zijn 23e seizoenswedstrijd verloor Eintracht Frankfurt met 4-2 bij SC Paderborn en Schildenveld speelde voor het eerst niet de complete wedstrijd met de ploeg. Na de wedstrijd uitte Eintracht's hoofdtrainer Armin Veh het grootste deel van zijn kritiek op Schildenfeld's spel tijdens de 4-2 verloren wedstrijd. In de volgende wedstrijd "zuiverde Schildenfeld zijn naam" tegen Hansa Rostock en won deze wedstrijd met 5-1 en de Kroaat scoorde tevens zijn eerste goal voor Eintracht Frankfurt. In een van de laatste wedstrijden van het seizoen won Eintracht Franfurt met 3-0 van Alemannia Aachen en verzekerde een promotie naar de Bundesliga.

### Dinamo Moskou
Vervolgens vertrok Schildenfeld op 11 juli 2012 naar de Russische voetbalclub Dinamo Moskou, waar hij tekende voor 3 jaar. Schildenfeld kwam over van Eintracht Frankfurt voor 2,5 miljoen euro en was daarmee na Nederlander Otman Bakkal de tweede aankoop van de club uit Moskou voor het aankomende seizoen. Schildenfeld maakte zijn debuut voor de Dinamiki op 28 juli 2012 tegen FK Zenit Sint-Petersburg, waar hij met zijn ploeg met 2-0 verloor. Op 19 oktober werden de teamgenoten van Schildenfeld na de training aangevallen door gemaskeerde personen met paintball markers. Schildenfeld was zelf niet aanwezig op het "front". In een interview met de Kroatische Sportske Novosti maakte Schildenfeld bekend dat hij Dinamo Moskou wou verlaten. Uit landen zoals, Duitsland, Engeland, Frankrijk en Griekenland was belangstelling voor hem zei hij in het interview. Ook was GNK Dinamo Zagreb geïnteresseerd in de terugkeer van de Kroaat op Maksimir.

### PAOK Saloniki

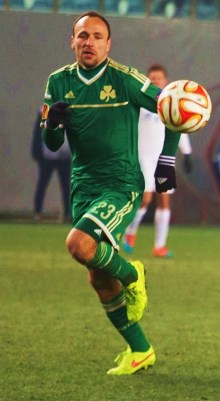
Schildenfeld in november 2014 met Panathinaikos FC tegen Dinamo Moskou.

Na zes wedstrijden te hebben gespeeld bij Dinamo Moskou, vertrok Schildenfeld op huurbasis naar de Griekse voetbalclub PAOK Saloniki. Schildenfeld debuteerde voor PAOK Saloniki op 27 januari 2013 tegen Skoda Xanthi. Schildenfeld scoorde in de laatste wedstrijd van het 2012/13 seizoen tegen PAS Giannina zijn eerste goal voor PAOK Saloniki en tevens de winnende goal. Daarnaast was PAOK Saloniki verzekerd van een plek in de kwalificaties voor de UEFA Champions League, dankzij de goal van Schildenfeld.

### Panathinaikos FC
Schildenfeld werd opnieuw verhuurd door Dinamo Moskou aan een andere Griekse voetbalclub namelijk Panathinaikos FC voor het seizoen 2013/2014. Schildenfeld debuteerde voor Panathinaikos FC tegen Panetolikos op 18 augustus 2013 in de Super League. Op 25 september 2013 scoorde Schildenfeld zijn eerste goal voor Panathinaikos Fc tegen Ergotelis FC in de Beker van Griekenland. Vier dagen later gaf de Kroaat een assist aan Marcus Berg die de eerste goal scoorde in de met 2-1 gewonnen wedstrijd van Asteras Tripoli.
Schildenfeld werd voor de tweede keer verhuurd aan Panathinaikos FC in het seizoen 2014/2015. Tijdens de wedstrijd tegen zijn voormalige club PAOK Saloniki eind 2014 verliet Schildenfeld het veld in de 74e minuut, vanwege een blessure. Toch wist de Atheense club de drie punten te behalen door de 2-1 winst. In april 2015 werd bekend dat Schildenfeld zijn contract met de Grieken niet zal verlengen en terug zal keren naar GNK Dinamo Zagreb in juli 2015.

### GNK Dinamo Zagreb
Na veel speculaties maakte de Kroatische voetbalclub bekend, dat Schildenfeld na 7,5 jaar terug zal keren naar het Maksimirstadion. De Kroaat tekende een contract van drie jaar met zijn oude club in april 2015. Vanaf juli 2015 zou Schildenfeld spelen voor GNK Dinamo Zagreb.

## Interlandcarrière
Op 1 maart 2006 debuteerde Schildenfeld voor het Kroatisch voetbalelftal onder 21 tegen Denemarken. Dit was zijn enige wedstrijd voor Jong Kroatië.
Schildenfeld werd op 9 november 2009 opgeroepen voor het Kroatische elftal in de wedstrijd tegen Liechtenstein. Zijn debuut maakte hij 5 dagen later als wissel voor Darijo Srna in de 58e minuut.
In 2010 speelde Schildenfeld in totaal zes internationale wedstrijden voor Kroatië, waarvan vier vriendschappelijk waren. Zijn eerste wedstrijd voor Kroatië in een competitie was op 9 oktober 2010 op het Europees kampioenschap voetbal 2012 kwalificatie tegen Israël, waarin hij de hele wedstrijd op het veld bleef. In november 2011 speelde Schildenfeld beide play-offs tegen Turkije 90 minuten lang.

### Europees kampioenschap 2012
Op 29 mei 2012 maakte toenmalig bondscoach Slaven Bilić zijn definitieve en 23-koppige selectie bekend die Kroatië vertegenwoordigde op het Europees kampioenschap voetbal 2012 in Polen en Oekraïne, inclusief Schildenfeld die rugnummer 13 kreeg toebedeeld. Op het Europees kampioenschap in Oekraïne en Polen speelde Schildenfeld alle wedstrijden 90 minuten lang en kreeg in de wedstrijd tegen Italië in de 86e minuut een gele kaart.

### Wereldkampioenschap 2014
In de kwalificatiewedstrijden voor het Wereldkampioenschap 2014 in Brazilië speelde Schildenfeld in vier van de tien kwalificatiewedstrijden mee. Hierbij scoorde de Kroaat geen goals. In zijn eerste kwalificatieduel op 11 september 2012 tegen de Rode Duivels kreeg de Kroaat één gele kaart in de 48e minuut van de wedstrijd. In de volgende twee kwalificatieduels startte Schildenfeld niet in de basis, maar werd door toenmalig bondscoach Igor Štimac in beide wedstrijden (tegen Wales) in de 46e minuut respectievelijk verwisseld voor Dejan Lovren en Milan Badelj. Zijn laatste kwalificatieduel en tevens zijn laatste voorlopige interland voor de Vatreni speelde Schildenfeld op 7 juni 2013 tegen Schotland, die door de winnende goal van Robert Snodgrass in de 26e minuut met 1-0 van de ploeg van Schildenfeld won.
Schildenfeld werd opgenomen in de Kroatische selectie voor het wereldkampioenschap in Brazilië  door bondscoach Niko Kovač, op 31 mei 2014. Alhoewel Schildenfeld van een basisplaats verzekerd leek te zijn in de defensie, gaf de bondscoach later toch de voorkeur aan Dejan Lovren. Schildenfeld speelde hierdoor geen enkele wedstrijd op het wereldkampioenschap.

### Europees kampioenschap 2016
Schildenfeld werd niet door Kovač opgeroepen voor een vriendschappelijke wedstrijd tegen Cyprus en de eerste EK-kwalificatie tegen Malta op respectievelijk 4 september 2014 en 9 september 2014. Een oproep van Kovač volgde, nadat Dejan Lovren een blessure had opgelopen voor de kwalificatiewedstrijden tegen Azerbeidzjan en Bulgarije in oktober 2014. Voor de vriendschappelijk wedstrijd tegen Argentinië op 12 november 2014 en de EK-kwalificatiewedstrijd tegen Italië vier dagen later behoorde Schildenfeld tot de selectie, maar viel door een blessure af voor de wedstrijden. Matej Mitrović van HNK Rijeka werd door Kovač opgeroepen als de vervanger van Schildenfeld. De verdediger werd opnieuw opgeroepen voor de eerste wedstrijd in het jaar 2015, tegen Noorwegen op 28 maart. In deze wedstrijd scoorde de Kroaat zijn eerste goal voor de Vatreni. Dit doelpunt was de vierde treffer van de Kroaten in het duel tegen de Noren, die uiteindelijk verloren met 5-1. Hij werd opgeroepen in mei 2015 door de Kroatische bondscoach voor de vriendschappelijke wedstrijd tegen Gibraltar en de EK-kwalificatiewedstrijd tegen Italië op respectievelijk 7 juni en 12 juni 2015. Gewoonlijk zijn Vedran Ćorluka en Dejan Lovren de eerste centrumverdedigers in de meeste wedstrijden van het Kroatisch elftal. Door omstandigheden waren de twee verdedigers niet opgenomen in de selectie voor Italië. Hierdoor vormden voor het eerst Schildenfeld en Domagoj Vida het hart van de Kroatische verdediging tegen Italië. De twee speelden de hele wedstrijd tegen Italië in het Poljudstadion. In maart 2016 werd Schildenfeld opgenomen in selectie. Hij speelde in alle vriendschappelijke duels mee. Schildenfeld maakte ook deel uit van de definitieve selectie van Kroatië voor het Europees kampioenschap in Frankrijk. Kroatië werd op 26 juni in de achtste finale tegen Portugal uitgeschakeld na een doelpunt van Ricardo Quaresma in de verlenging.

## Statistieken

### Internationale wedstrijden
| №                                  | Datum                        | Locatie                          | Wedstrijd                    | Uitslag                      | Competitie                   | Goals                        |
| Als speler van SK Sturm Graz       | Als speler van SK Sturm Graz | Als speler van SK Sturm Graz     | Als speler van SK Sturm Graz | Als speler van SK Sturm Graz | Als speler van SK Sturm Graz | Als speler van SK Sturm Graz |
| ---------------------------------- | ---------------------------- | -------------------------------- | ---------------------------- | ---------------------------- | ---------------------------- | ---------------------------- |
| 1.                                 | 24 november 2009             | Cibaliastadion, Vinkovci         | Kroatië – Liechtenstein      | 5 – 0                        | Vriendschappelijk            | 0                            |
| 2.                                 | 19 mei 2010                  | Hypo-Arena, Klagenfurt           | Oostenrijk – Kroatië         | 0 – 1                        | Vriendschappelijk            | 0                            |
| 3.                                 | 26 mei 2010                  | A. Le Coq Arena, Tallinn         | Estland – Kroatië            | 0 – 0                        | Vriendschappelijk            | 0                            |
| 4.                                 | 11 augustus 2010             | Štadión Pasienky, Bratislava     | Slowakije – Kroatië          | 1 – 1                        | Vriendschappelijk            | 0                            |
| 5.                                 | 9 oktober 2010               | Ramat Gan Stadion, Ramat Gan     | Israël – Kroatië             | 1 – 2                        | EK-kwalificatie 2012         | 0                            |
| 6.                                 | 12 oktober 2010              | Maksimirstadion, Zagreb          | Kroatië – Noorwegen          | 2 – 1                        | Vriendschappelijk            | 0                            |
| 7.                                 | 17 november 2010             | Maksimirstadion, Zagreb          | Kroatië – Malta              | 3 – 0                        | EK-kwalificatie 2012         | 0                            |
| Als speler van Eintracht Frankfurt |                              |                                  |                              |                              |                              |                              |
| 8.                                 | 11 november 2011             | Türk Telekom Arena, Istanboel    | Turkije – Kroatië            | 0 – 3                        | EK-kwalificatie 2012         | 0                            |
| 9.                                 | 15 november 2011             | Maksimirstadion, Zagreb          | Kroatië – Turkije            | 0 – 0                        | EK-kwalificatie 2012         | 0                            |
| 10.                                | 29 februari 2012             | Maksimirstadion, Zagreb          | Kroatië – Zweden             | 1 – 3                        | Vriendschappelijk            | 0                            |
| 11.                                | 25 mei 2012                  | Stadion Aldo Drosina, Pula       | Kroatië – Estland            | 3 – 1                        | Vriendschappelijk            | 0                            |
| 12.                                | 2 juni 2012                  | Ullevaalstadion, Oslo            | Noorwegen – Kroatië          | 1 – 1                        | Vriendschappelijk            | 0                            |
| 13.                                | 10 juni 2012                 | Stadion Miejski, Poznań          | Ierland – Kroatië            | 1 – 3                        | EK 2012                      | 0                            |
| 14.                                | 14 juni 2012                 | Stadion Miejski, Poznań          | Italië – Kroatië             | 1 – 1                        | EK 2012                      | 0                            |
| 15.                                | 18 juni 2012                 | PGE Arena Gdańsk, Gdańsk         | Kroatië – Spanje             | 0 – 1                        | EK 2012                      | 0                            |
| Als speler van Dinamo Moskou       |                              |                                  |                              |                              |                              |                              |
| 16.                                | 11 september 2012            | Koning Boudewijnstadion, Brussel | België – Kroatië             | 1 – 1                        | WK-kwalificatie 2014         | 0                            |
| 17.                                | 16 oktober 2012              | Stadion Gradski vrt, Osijek      | Kroatië – Wales              | 2 – 0                        | WK-kwalificatie 2014         | 0                            |
| Als speler van PAOK Saloniki       |                              |                                  |                              |                              |                              |                              |
| 18.                                | 26 maart 2013                | Liberty Stadium, Swansea         | Wales – Kroatië              | 1 – 2                        | WK-kwalificatie 2014         | 0                            |
| 19.                                | 7 juni 2013                  | Maksimirstadion, Zagreb          | Kroatië – Schotland          | 0 – 1                        | WK-kwalificatie 2014         | 0                            |
| Als speler van Panathinaikos FC    |                              |                                  |                              |                              |                              |                              |
| 20.                                | 5 maart 2014                 | AFG Arena, St. Gallen            | Zwitserland – Kroatië        | 2 – 2                        | Vriendschappelijk            | 0                            |
| 21.                                | 31 mei 2014                  | Stadion Gradski vrt, Osijek      | Kroatië – Mali               | 2 – 1                        | Vriendschappelijk            | 0                            |
| 22.                                | 28 maart 2015                | Maksimirstadion, Zagreb          | Kroatië – Noorwegen          | 5 – 1                        | EK-kwalificatie 2016         | 1                            |
| 23.                                | 12 juni 2015                 | Poljudstadion, Split             | Kroatië – Italië             | 1 – 1                        | EK-kwalificatie 2016         | 0                            |
| Als speler van GNK Dinamo Zagreb   |                              |                                  |                              |                              |                              |                              |
| 24.                                | 23 maart 2016                | Stadion Gradski vrt, Osijek      | Kroatië – Israël             | 2 – 0                        | Vriendschappelijk            | 0                            |
| 25.                                | 26 maart 2016                | Groupama Arena, Boedapest        | Hongarije – Kroatië          | 1 – 1                        | Vriendschappelijk            | 0                            |
| 26.                                | 27 mei 2016                  | Stadion Gradski vrt, Koprivnica  | Kroatië – Moldavië           | 1 – 0                        | Vriendschappelijk            | 0                            |
| 27.                                | 4 juni 2016                  | Stadion Rujevica, Rijeka         | Kroatië – San Marino         | 10 – 0                       | Vriendschappelijk            | 0                            |
| Totaal                             | Totaal                       | Totaal                           | Totaal                       | Totaal                       | Totaal                       | 1                            |
| Laatst bijgewerkt op 7 juni 2016.  |                              |                                  |                              |                              |                              |                              |